# 待宵橋恋唄
「待宵橋恋唄」（まつよいばしこいうた）は、2014年2月5日に発売された中西りえの3枚目のシングル。

## 収録曲
- 両楽曲共に、作詞：松野勇氣、作曲：岡千秋、編曲：伊戸のりお

1. 待宵橋恋唄（4分47秒）
2. この恋待ったなし（3分50秒）
3. 待宵橋恋唄（オリジナル・カラオケ）
4. この恋待ったなし（オリジナル・カラオケ）
5. 待宵橋恋唄（一般用カラオケ・半音下げ）
6. この恋待ったなし（一般用カラオケ・半音下げ）